# Neoleria fuscolinea
Neoleria fuscolinea är en tvåvingeart som först beskrevs av Garrett 1921.  Neoleria fuscolinea ingår i släktet Neoleria och familjen myllflugor. Inga underarter finns listade i Catalogue of Life.